# Ija Lazari-Pawłowska
Ija Lazari-Pawłowska (właśc. de Lazari) (ur. 8 maja 1921 w Arniszycach w obwodzie smoleńskim (Rosja), zm. 10 listopada 1994 w Łodzi) – etyk, filozof, autorka prac z metaetyki i etyki współczesnej. Profesor Uniwersytetu Łódzkiego. Twórczyni Katedry Etyki, kontynuatorka prac Tadeusza Kotarbińskiego i Marii Ossowskiej.
Była specjalistką z zakresu filozofii i etyki, autorką tłumaczonych na wiele języków książek i artykułów o etyce Gandhiego, czy filozofii Alberta Schweitzera, członkinią towarzystw naukowych, jak Erich Fromm Society, czy Schopenhauer-Gesellschaft, a także inicjatorką i promotorką doktoratu honorowego na Uniwersytecie Łódzkim dla Leszka Kołakowskiego.
Jej mężem był prof. Tadeusz Pawłowski (1924–1996), a siostrzeńcem jest politolog, slawista prof. Andrzej de Lazari.
Pochowana została na Starym Cmentarzu w Łodzi przy ulicy Ogrodowej w części prawosławnej.

## Wybrane publikacje
- Gandhi w obronie indyjskiego pariasa, wyd. PWN, Warszawa 1959;
- Etyka Gandhiego, wyd. PWN, Warszawa, 1965;
- Gandhi, seria Myśli i Ludzie, 1967;
- Leon Petrażycki - teoretyk moralności i moralista, wyd. PWN, Warszawa 1971;
- Wzorce indyjskiego perfekcjonizmu: z badań nad kulturą Indii, wyd. PWN, Warszawa 1973;
- Metaеtyka, wyd. PWN, Warszawa, 1975;
- Schweitzer, seria Myśli i Ludzie, 1976;
- Nehru, seria Myśli i Ludzie, 1991;
- Etyka. Pisma wybrane - pod red. Pawła J. Smoczyńskiego, wyd. Ossolineum, Wrocław 1992.